# Vichtisvägen

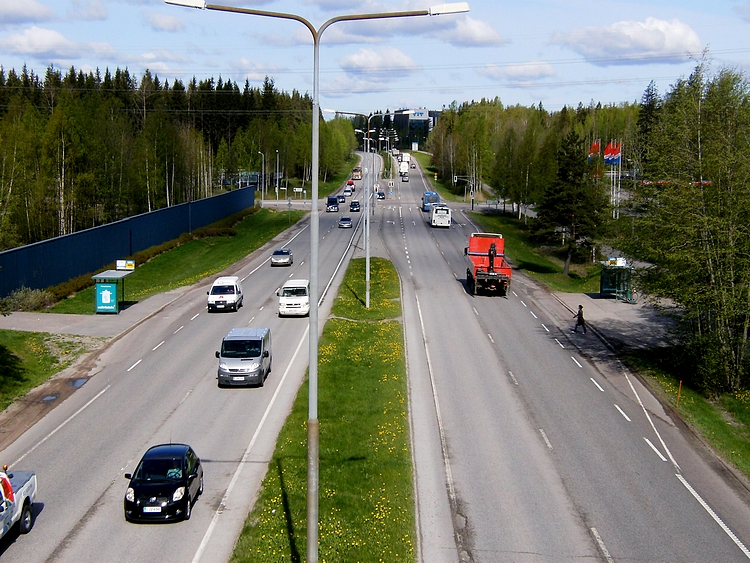
Vichtisvägen i Kånala

Vichtisvägen, Regionalväg 120, är en landsväg i Finland i huvudstadsregionen och går genom Helsingfors, Esbo och Vanda vidare till Vichtis. Tidigare var Vichtisvägen huvudväg från Helsingfors mot Björneborg ända tills början av Riksväg 2 byggdes på 1970-talet. 
Början av vägen är en fyrfilig landsväg med trafikljusstyrning. Från Ring III norrut är vägen normal landsväg tills den möter Riksväg 2 i Vichtis. Vägen är mycket backig och krokig från Ring III:an mot Vichtis, vilket var en av orsakerna till att man byggde nuvarande Riksväg 2 fastän det blev 7 km längre att köra från Helsingfors till Björneborg. 
På 1940-talet planerade man att bygga en järnväg mellan Helsingfors och Åbo längs med Vichtisvägen runt Porkalaområdet som hade hyrts till Sovjetunionen efter andra världskriget. Planerna övergavs i och med att Sovjetunionen återlämnade Porkala på 1950-talet. 

## Rutt
|                    | Nr | Trafikplats  | Korsande väg                                   | Skyltning                            |
| ------------------ | -- | ------------ | ---------------------------------------------- | ------------------------------------ |
| 120 Landsväg (2+2) |    |              |                                                |                                      |
|                    |    |              | E 123 Tavastehusleden, 100 Skogsbackavägen     | Tammerfors, Böle, centrum            |
|                    |    | Haga rondell | 110 Åbovägen, Eliel Saarinens väg, Hoplaxvägen | Södra Haga, Sockenbacka, Munkshöjden |
|                    |    |              | Krämarvägen                                    | Sockenbacka, Norra Haga              |
|                    |    |              | 101 Ring I                                     | Ring I                               |
|                    |    |              | Kånalavägen, Malmgårdsvägen                    | Kånala, Malmgård                     |
|                    |    |              | Råtorpsvägen                                   | Tavastberga, Myrbacka                |
|                    |    |              | Ainovägen, Mårtensbyvägen                      | Varistorna                           |
|                    |    |              | E 1850 Ring III                                | Ring III                             |
| 120 Landsväg (1+1) |    |              |                                                |                                      |

från Ring III
- Kalajärvi
- Lahnus
- Vällskog
- Otalampi
- 25
- Vichtis